# بولیاکای (شهرستان فیودوروفسکی، باشقیرستان)
بولیاکای (انگلیسی: Bulyakay, Fyodorovsky District, Republic of Bashkortostan) یک شهرک در شهرستان فیودوروفسکی استان باشقیرستان کشور روسیه است.